# Pierre Alvarez de Tolède (1546-1627)
Pour l'autre vice-roi de Naples de ce nom, voir Pierre Alvarez de Tolède (1484-1553).
Pour les articles homonymes, voir Pierre de Tolède, Tolède (homonymie), Pedro Álvarez, Álvarez et Toledo.
 (août 2024).
Pierre Álvarez de Tolède (en espagnol : Pedro Álvarez de Toledo Osorio y Colonna, Marqués de Villafranca del Bierzo, duque de Fernandina y príncipe de Montalbán) ou plus simplement Don Pedro de Tolède (Pedro Tolède-Osorio) (6 septembre 1546 - 17 juillet 1627), fut un grand d'Espagne, militaire et homme politique espagnol.

## Biographie
Né à Naples, il est le fils ainé de Garcia Alvarez de Tolède et l'héritier des marquis de Villafranca del Bierzo. Il fut capitaine général des Galères de Naples, général de cavalerie d'Espagne (1621). Il battit les Turcs sur mer et fit une descente heureuse en Morée (1595).
Confident du roi Philippe III d'Espagne, qui le nomma à ses Conseils, il fut envoyé comme ambassadeur en France auprès de Henri IV en 1608 dans le but de détacher ce prince de l'alliance des Provinces-Unies.
De 1615 à 1618 il devient gouverneur du duché de Milan en remplacement de Juan de Mendoza, Marquis de la Hinojosa (es) après le traité d'Asti de 1615. Il prit le commandement de l’armée, destinée à soumettre le prince piémontais, avec le gouvernement général de la Lombardie, s'opposa avec opiniâtreté à ce traité ne laissant aucune issue autre que celle de la guerre. N'osant pas la commencer sans un ordre de Madrid, il obtint du roi d'Espagne l'ordre de commencer la guerre qu'on appela à la cour d'Espagne la guerre de don Pedro.

La politique qu'il y appliqua lui valut la grandesse d'Espagne en 1623.
En 1625, il participa à la défense de Cadix contre les attaques de la flotte anglo-hollandaise.
Nommé vice-roi de Naples, il ne put occuper ce poste en raison de son décès.
Il épousa en 1576 Elvira de Mendoza, dont il eut deux fils dont García Álvarez de Tolède y Mendoza et deux filles, puis, en secondes noces Giovanna Pignatelli.